# Edoardo Agnelli

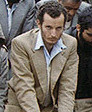
Edoardo Agnelli

Edoardo Agnelli (New York, 1954. június 9. – Fossano, 2000. november 15.) amerikai olasz vállalkozó. Édesapja Gianni Agnelli, a Fiat autógyár alapítója, édesanyja Virginia Bourbon del Monte hercegnő. 2000-ben öngyilkos lett. Élete során áttért az iszlám hitre, halálához részben ezért összeesküvés-elmélet is fűződik.